# Templo de Sulamani

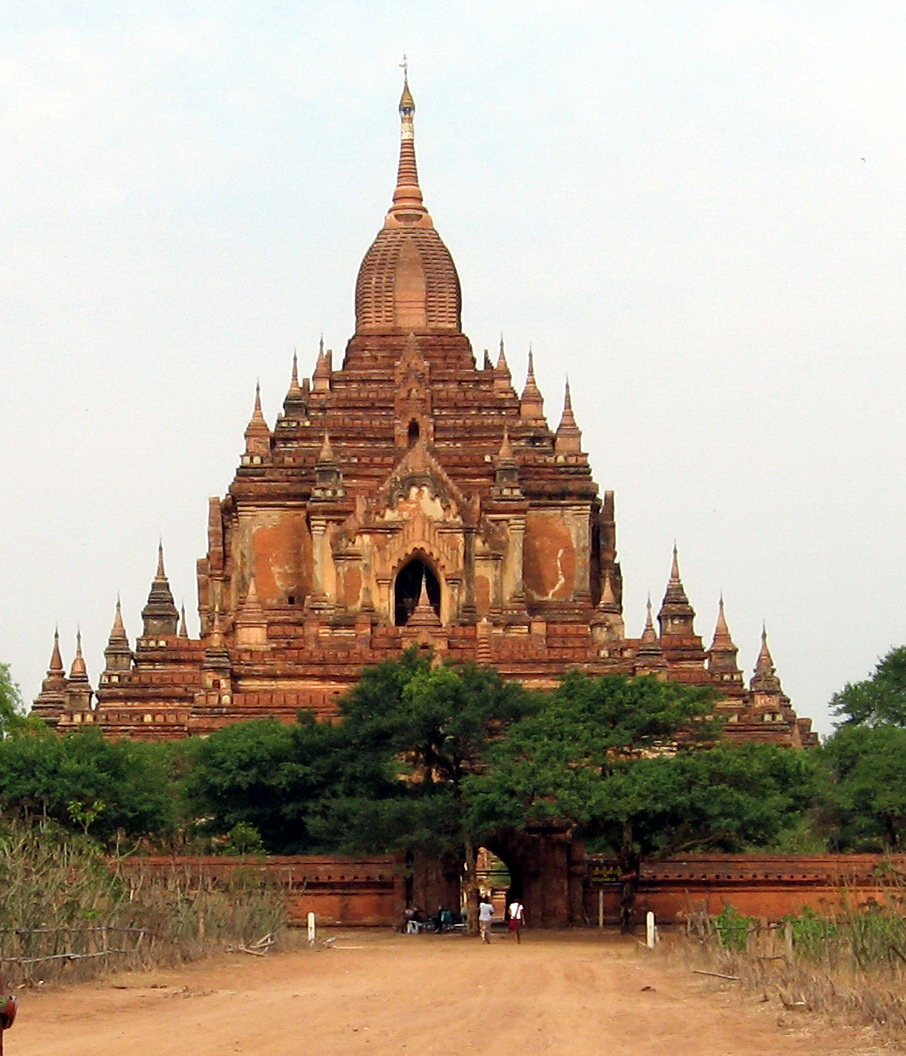
Templo de Sulamani

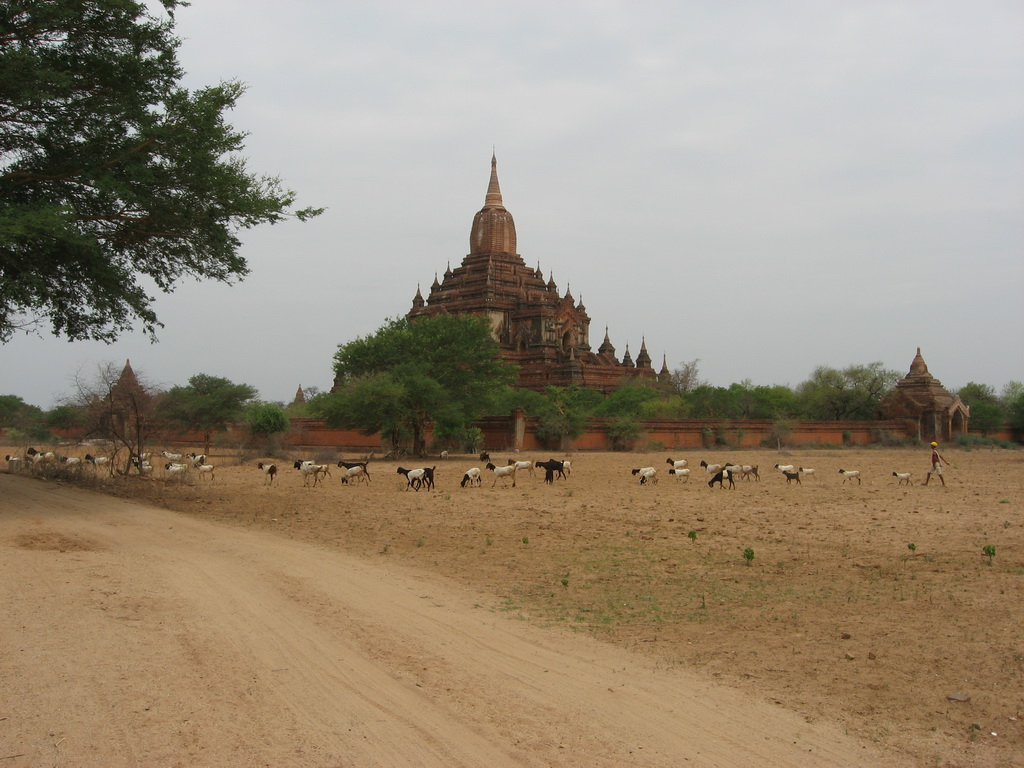
Templo de Sulamani visto da estrada principal

O Templo de Sulamani é um templo budista localizado na aldeia de Minnanthu (sudoeste de Pagã) na Birmânia. O templo é um dos mais visitados em Pagã. Foi construído no fim do século XII pelo rei Narapatisithu (1174-1211) e é semelhante ao Templo Thatbyinnyu como visual.
O Templo Sulamani também mostra influência do templo Dhammayangyi, e foi o modelo para o templo Htilominlo. Todos estes templos estão situados na mesma região.
O templo tem dois pisos, com largos terraços criando um efeito de pirâmide e o seu estilo estrutural em tijolos é considerado um dos melhores em Pagã.
Uma grande imagem de Buda encontra-se nas quatro entradas do andar térreo. A imagem na entrada principal, a leste, está em um vão que forma um nicho na parede. As passagens no interior são pintada com afrescos, muitos deles originais e 40% das pinturas do teto são também da mesma época (1183).
Escadas levam aos terraços do andar superior, de onde a vista da paisagem é excelente podendo-se visualizar muitos dos outros templos, pois existem mais de 2000 templos e estupas espalhados pela região.
Após o sismo de 1975, o templo foi restaurado e nos reparos foram utilizados novos tijolos e pedras, sendo reparados também os afrescos no interior do templo. Do original revestimento externo 40% sobrevive até hoje, encontrando-se este em bom estado.